# Граф Монте-Кристо (мини-сериал, 1979)
«Граф Мо́нте-Кри́сто» (фр. Le Comte de Monte-Cristo) — шестисерийный мини-сериал, поставленный режиссёром Дени де Ла Пательером в 1979 году по одноимённому роману Александра Дюма-отца, совместное производство телевидения Франции-Италии-Германии.

## Сюжет
Шестисерийный телевизионный художественный франко-итало-германский мини-сериал. Очень близкая к тексту экранизация романа Александра Дюма-отца, в которой сохранены практически все сюжетные линии и персонажи, многие диалоги и реплики романа перенесены на экран слово в слово.
Моряк Эдмон Дантес осуждён за преступление, которого он не совершал. Бежав из тюрьмы и став графом Монте-Кристо, он осуществляет правосудие, воздавая своим врагам по их заслугам. Подробное изложение сюжета см. в статье «Граф Монте-Кристо».
Мини-сериал состоит из 6 серий по 60 минут каждая. Названия серий:
Серия 1. «Узник замка Иф».
Серия 2. «Сокровища кардинала».
Серия 3. «Выходец с того света».
Серия 4. «Злодеи».
Серия 5. «Две внезапных смерти».
Серия 6. «Правосудие осуществляется».

## В ролях
| Актёр              | Роль                                                    |
| ------------------ | ------------------------------------------------------- |
| Жак Вебер          | Эдмон Дантес / граф Монте-Кристо                        |
| Роже Дюма          | Данглар                                                 |
| Мануэль Техада     | Фернан Мондего, граф де Морсер                          |
| Жан-Франсуа Порон  | граф Жерар де Вильфор, королевский прокурор             |
| Клод Броссе        | Гаспар Кадрусс                                          |
| Карла Романелли    | Мерседес Эррера                                         |
| Анри Вирложё       | аббат Фариа                                             |
| Кристиана Крюгер   | Элоиза де Вильфор                                       |
| Кристина Кауфман   | Эрмина Данглар                                          |
| Диогу Дориа        | Максимилиан Моррель                                     |
| Мария Матиль       | Валентина де Вильфор                                    |
| Вирджиния Видаль   | Гайде                                                   |
| Патрик Лаплас      | Альбер де Морсер                                        |
| Джон Винчи         | Люсьен Дебрэ                                            |
| Карлуш ди Карвалью | Франц д’Эпине                                           |
| Эрве Иолль         | Бошан                                                   |
| Карлос Сезар       | Бертуччо                                                |
| Герард Актун       | Бенедетто                                               |
| Вольф Аква         | маркиз де Бовиль                                        |
| Леонора Пиньяо     | Эжени Данглар                                           |
| Лоранс Либье       | Рене де Сен-Меран, 1-я жена де Вильфора, мать Валентины |
| Франсуаза Люгань   | маркиза де Сен-Меран, мать Рене                         |
| Зигфрид Штайнер    | Нуартье, отец де Вильфора                               |
| Фред Персонн       | Барруа, лакей Нуартье                                   |
| Франсуа Флоран     | доктор д’Авриньи, семейный врач де Вильфоров            |
| Луис Сантос        | отец Дантеса                                            |
| Паулу Ренату       | Пьер Моррель, отец Максимилиана                         |
| Юбер де Лапаран    | сотрудник телеграфа                                     |
| Жан Тюрлие         | король Людовик XVIII                                    |
| Робер Парти        | Дандре                                                  |
| Мишель Руль        | Блакас                                                  |
| Изабель ди Кастру  | жена Кадрусса                                           |
| Артур Семедо       | маркиз Кавальканти                                      |
| Жанин Сушон        |                                                         |
| Ив Бренвиль        |                                                         |

## Съёмочная группа
- Режиссёр: Дени де Ла Пательер
- Продюсеры: Клод В. Коэн, Хуан Эстерлих
- Сценаристы: Андре Кастело (диалоги), Жан Шатонеф (адаптация романа для мини-сериала)
- Композиторы: Нино Рота, Карло Савина
- Операторы: Клод Бургуэн, Антонио Эскудейро, Дидье Таро
- Художники: Пьер Кадиу (художник-постановщик), Югетт Шаселу (художник по костюмам)
- Монтаж: Клодин Буше, Мари Кастро, Дидье Ранз
- Совместное производство телевидения стран Франции, Италии, Германии, Испании, Португалии, Швейцарии и Бельгии, телекомпании TF1 (Франция), Bavaria Atelier, Edizioni Farnese, FR3 Europa-Films, Rex Cinematografica, S.R.L.

## Интересные факты
- Исполнитель главной роли — известный французский актёр театра и кино, сценарист и режиссёр Жак Вебер — находясь под впечатлением от романа и образа, поставил в качестве режиссёра спектакль «Монте-Кристо», в котором сыграл, переосмыслив, главную роль: в 1987 году в театре города Ницца и в 1988 году — в Большом зале Гранд-аль в парке Ла-Виллет в Париже.

## Издание на видео
- Во Франции и некоторых других странах выпущен на DVD. Новый выпуск мини-сериала во Франции на DVD состоялся 5 июня 2013 года.
- Этот мини-сериал был профессионально переведён и озвучен на русский язык и демонстрировался по российскому телевидению в начале 1990-х годов по одному из центральных телеканалов, но на DVD пока в России не выпущен.